# Roberto Perfumo
Roberto Alfredo Perfumo (Sarandí, 3 de octubre de 1942-Buenos Aires, 10 de marzo de 2016) fue un futbolista, entrenador, periodista deportivo, psicólogo social y secretario de deportes argentino. Como jugador, se desempeñó en la posición de defensor, siendo considerado por numerosos especialistas, exfutbolistas y personalidades internacionales como «uno de los mejores backs en la historia del fútbol argentino».
Como jugador, comenzó su carrera en Racing Club en 1961, institución en la cual es considerado ídolo, tanto por hinchas como dirigentes. Sus máximos logros se dieron cuando jugaba en el famoso «Equipo de José», que ganó la Copa Libertadores 1967 y la Copa Intercontinental 1967. En 1971 fue transferido a Cruzeiro, con el cual consiguió obtener cuatro campeonato estatales. Entre 1975 y 1978, jugó para River Plate, obteniendo tres títulos entre 1975 y 1977. Un año después de obtener su último campeonato, se retiró del fútbol en 1978.
Con Selección de fútbol de Argentina, participó de los Campeonatos Mundiales de 1966 y 1974, llevados a cabo en Inglaterra y Alemania Federal, respectivamente. Paralelamente consiguió el Torneo Preolímpico Sudamericano de 1964.
Participó como comentarista de partidos de Fútbol para todos, y para el canal ESPN, cadena estadounidense de deportes, donde condujo el programa Hablemos de Fútbol.

## Trayectoria

### Trayectoria deportiva
Inició su vinculación con el fútbol amateur en 1957 en el equipo «Pulqui», de su ciudad natal, Sarandí, mientras se desempeñaba simultáneamente como tornero. Posteriormente, se sometió a pruebas en los clubes Lanús e Independiente, sin lograr ser incorporado. En 1960 realizó su debut en la quinta división del Club Atlético River Plate. Sin embargo, su permanencia en la institución fue breve, ya que fue desvinculado por el captador de juveniles Aníbal «el Gordo» Díaz, quien desestimó sus condiciones físicas para la práctica profesional del deporte, expresándole: «Pibe, dedicate a otra cosa, con ese físico no podés jugar».
Posteriormente pasó a formar parte del plantel de Racing Club en 1960. En la Academia debutó en enero de 1964 en Santiago de Chile frente al Flamengo. En sus comienzos se desempeñaba como volante, pero en la reserva de Racing Club comenzó a jugar de segundo marcador central, sobre la izquierda.
Pero no la tuvo fácil, antes de llegar a las inferiores millonarias donde jugó hasta la quinta división, fue rechazado en Lanús y en Independiente. En Núñez, luego de que le dijeran que, decidió irse a Racing y en la Academia forjó una carrera inolvidable. Allí hizo su debut en Primera y ganó el torneo local de 1966 y las copas Libertadores e Intercontinental de 1967, títulos muy recordados en Avellaneda.
Su debut en la Primera División se produjo de la mano de Néstor Rossi contra Ferro Carril Oeste y perdieron 1 a 0. En Racing demostró ser uno de los mejores defensores del país, al conquistar sucesivamente el campeonato argentino, la Copa Libertadores y la Copa Intercontinental. En todos esos torneos la figura de Roberto se destacó por encima de la de sus compañeros y sus actuaciones merecieron todo tipo de elogios. Sin duda buena parte de responsabilidad en su enorme proyección como futbolista la tuvo la llegada de Juan José Pizzuti -su director técnico- que lo colocó a la derecha y lo convirtió en uno de los mejores zagueros del fútbol argentino.
Después de experimentar el mejor momento de su carrera, le tocó lo peor: en 1969 se preparó con la selección Argentina para las eliminatorias del Mundial de 1970 en México que terminó siendo eliminada por Perú en estadio de Boca Juniors, y a raíz de esa inesperada eliminación quedó marcado por una profunda depresión. Cabe señalar que en esa serie frente a Perú y Bolivia, los partidos frente a Perú fueron decisivos, perdiendo en Lima y empatando en Buenos Aires (2-2), en cancha de Boca.

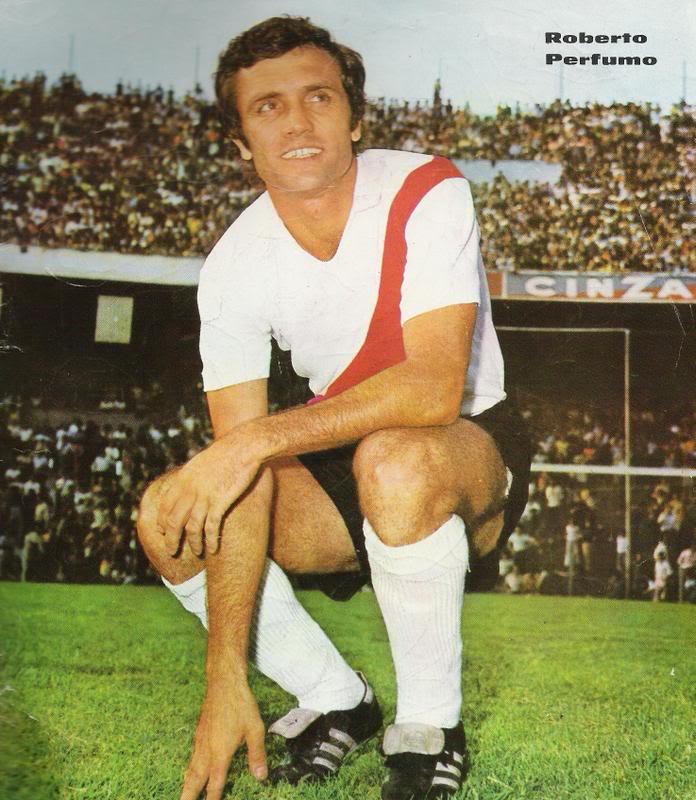
Roberto Perfumo como jugador de River Plate en 1975.

En 1971 se marchó al Cruzeiro brasileño, donde fue Campeón en tres ocasiones del campeonato Mineiro y en una ocasión Campeón de la Copa Mina Gerais. Permaneció durante 3 temporadas en el conjunto brasileño y en 1975 volvió al fútbol argentino para jugar en las filas de River Plate. Su regreso al fútbol argentino coincidió con la primera vuelta olímpica de River en 18 años. En ese club conquistó 2 campeonatos Metropolitanos y un Campeonato Nacional. Se retiró en 1978 a la edad de 36 años. y en 1979 fue convocado por el diario deportivo La Hoja Del Lunes, donde dio sus primeros pasos como periodista deportivo, en el cual desarrollo la carrera periodística deportiva con un lujo detallista que lo catapultó al mundo de los mejores comentaristas de la Argentina.
En 1981 inicia su carrera como DT, en Sarmiento de Junín, en el cual fue cesado por sus malos resultados, padeciendo el club el descenso a la Primera "B".En 1982 fue DT del equipo uruguayo llamado I.A.S.A. Luego de 10 años dirige a Racing Club. En 1992 asume la dirección técnica del Olimpia de Paraguay y obtiene de manera invicta el Torneo República. En 1993 dirige a Gimnasia La Plata, donde gana la Copa Centenario, que se hizo en conmemoración a los 100 años de la organización de los torneos de la AFA. Éste fue el segundo título que Gimnasia La Plata consiguió en su historia, tras conquistar el Campeonato de Primera División 1929 (Argentina), denominado también Campeonato Estímulo.

## Periodismo
Tras su retiro como entrenador, se dedica al periodismo desempeñando como panelista del programa Fútbol por expertos emitido por ATC entre 1996 y 1997 junto al Beto Alonso, Osvaldo "Japonés" Pérez, Guillermo Marconi y Rafael Olivari y en Hablemos de Fútbol por ESPN.
También comentaba partidos de los equipos argentinos en la Copa Libertadores y de la Copa Mercosur para la también cadena estadounidense de deportes desaparecida PSN al lado de Sebastián Vignolo, Gustavo Cima o Arturo Allende en los relatos.
En 2009 se incorpora como comentarista en Fútbol para Todos, tarea que ya desempeñaba desde hacía varios años para ESPN. Hasta su fallecimiento, Perfumo se transformó en una voz autorizada dentro del periodismo deportivo, con una destacada participación en los medios de comunicación de Argentina.
En radio trabajó en Perfumo, Marzolini, el fútbol y la gente en Radio Splendid y Pasión Nacional por Radio Nacional.

## Selección nacional

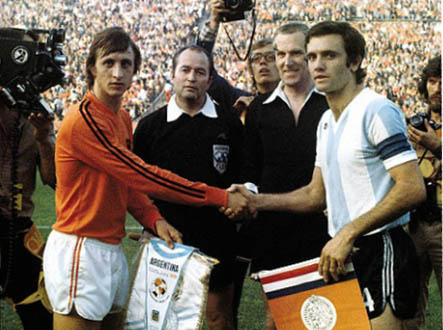
Perfumo y Johan Cruyff antes del comienzo de un partido en la Copa Mundial de 1974

Con la selección argentina debutó el 24 de mayo de 1964, en Lima, en el partido conocido como la Tragedia del Estadio Nacional del Perú, integrando la selección juvenil que disputaba la clasificación para las Olimpiadas de Tokio. Disputó 37 partidos para esta selección y fue el baluarte del equipo en los Mundiales de 1966 y 1974. También estuvo presente en las eliminatorias del Mundial de 1970 en 1969, donde Argentina caería frente a un extraordinario equipo Peruano donde resaltaban Héctor Chumpitaz, Pedro León, Hugo Sotil, "El Cholo" y el extraordinario Teófilo Cubillas, "El Nené", todos ellos dirigidos por el bicampeón mundial brasileño Waldir Pereira "Didí".

### Participaciones en Copas del Mundo
| Mundial                      | Sede       | Resultado        | Partidos | Goles |
| ---------------------------- | ---------- | ---------------- | -------- | ----- |
| Copa Mundial de la FIFA 1966 | Inglaterra | Cuartos de final | 4        | 0     |
| Copa Mundial de la FIFA 1974 | Alemania   | Segunda fase     | 4        | 0     |

| 1.  | 8 de mayo de 1964       | Estadio Nacional, Lima, Perú                           | Argentina  | 2–0 | Colombia         | Preolímpico Sudamericano 1964     |
| 2.  | 11 de mayo de 1964      | Estadio Nacional, Lima, Perú                           | Argentina  | 1–0 | Ecuador          | Preolímpico Sudamericano 1964     |
| 3.  | 16 de mayo de 1964      | Estadio Nacional, Lima, Perú                           | Argentina  | 4–0 | Chile            | Preolímpico Sudamericano 1964     |
| 4.  | 20 de mayo de 1964      | Estadio Nacional, Lima, Perú                           | Argentina  | 3–1 | Uruguay          | Preolímpico Sudamericano 1964     |
| 5.  | 24 de mayo de 1964      | Estadio Nacional, Lima, Perú                           | Perú       | 0–1 | Argentina        | Preolímpico Sudamericano 1964     |
| 6.  | 12 de octubre de 1964   | Estadio Mitsuzawa, Yokohama, Japón                     | Argentina  | 1–1 | Ghana            | Juegos Olímpicos 1964             |
| 7.  | 14 de octubre de 1964   | Estadio Komazawa, Tokio, Japón                         | Japón      | 3–2 | Argentina        | Juegos Olímpicos 1964             |
| 8.  | 11 de junio de 1966     | Estadio Monumental, Buenos Aires, Argentina            | Argentina  | 1–1 | Polonia          | Amistoso                          |
| 9.  | 22 de junio de 1966     | Estadio Comunale, Turín, Italia                        | Italia     | 3–0 | Argentina        | Amistoso                          |
| 10. | 13 de julio de 1966     | Estadio Villa Park, Birmingham, Inglaterra             | Argentina  | 2–1 | España           | Copa Mundial 1966                 |
| 11. | 16 de julio de 1966     | Estadio Villa Park, Birmingham, Inglaterra             | Argentina  | 0–0 | Alemania Federal | Copa Mundial 1966                 |
| 12. | 19 de julio de 1966     | Estadio Hillsborough, Sheffield, Inglaterra            | Argentina  | 2–0 | Suiza            | Copa Mundial 1966                 |
| 13. | 23 de julio de 1966     | Estadio de Wembley, Londres, Inglaterra                | Inglaterra | 1–0 | Argentina        | Copa Mundial 1966                 |
| 14. | 8 de noviembre de 1967  | Estadio Nacional, Santiago, Chile                      | Chile      | 3–1 | Argentina        | Amistoso                          |
| 15. | 15 de mayo de 1968      | Estadio Defensores del Chaco, Asunción, Paraguay       | Paraguay   | 2–0 | Argentina        | Copa Rosa Chevallier Boutell 1968 |
| 16. | 5 de junio de 1968      | Estadio Monumental, Buenos Aires, Argentina            | Argentina  | 2–0 | Uruguay          | Copa Newton 1968                  |
| 17. | 20 de junio de 1968     | Estadio Centenario, Montevideo, Uruguay                | Uruguay    | 2–1 | Argentina        | Copa Lipton 1968                  |
| 18. | 7 de agosto de 1968     | Estadio Maracaná, Río de Janeiro, Brasil               | Brasil     | 4–1 | Argentina        | Amistoso                          |
| 19. | 11 de agosto de 1968    | Estadio Mineirao, Belo Horizonte, Brasil               | Brasil     | 3–2 | Argentina        | Amistoso                          |
| 20. | 29 de agosto de 1968    | Estadio Nacional, Lima, Perú                           | Perú       | 2–2 | Argentina        | Amistoso                          |
| 21. | 1 de septiembre de 1968 | Estadio Nacional, Lima, Perú                           | Perú       | 1–1 | Argentina        | Amistoso                          |
| 22. | 27 de noviembre de 1968 | Estadio Monumental, Buenos Aires, Argentina            | Argentina  | 4–0 | Chile            | Copa Carlos Dittborn 1968         |
| 23. | 4 de diciembre de 1968  | Estadio Nacional, Santiago, Chile                      | Chile      | 2–1 | Argentina        | Copa Carlos Dittborn 1968         |
| 24. | 19 de marzo de 1969     | ?, Rosario, Argentina                                  | Argentina  | 1–1 | Paraguay         | Amistoso                          |
| 25. | 4 de abril de 1969      | Estadio Defensores del Chaco, Asunción, Paraguay       | Paraguay   | 0–0 | Argentina        | Amistoso                          |
| 26. | 28 de mayo de 1969      | Estadio Nacional, Santiago, Chile                      | Chile      | 1–1 | Argentina        | Amistoso                          |
| 27. | 27 de julio de 1969     | Estadio Hernando Siles, La Paz, Bolivia                | Bolivia    | 3–1 | Argentina        | Eliminatorias 1970                |
| 28. | 3 de agosto de 1969     | Estadio Nacional, Lima, Perú                           | Perú       | 1–0 | Argentina        | Eliminatorias 1970                |
| 29. | 24 de agosto de 1969    | Estadio La Bombonera, Buenos Aires, Argentina          | Argentina  | 1–0 | Bolivia          | Eliminatorias 1970                |
| 30. | 31 de agosto de 1969    | Estadio La Bombonera, Buenos Aires, Argentina          | Argentina  | 2–2 | Perú             | Eliminatorias 1970                |
| 31. | 4 de marzo de 1970      | Estadio Beira-Rio, Porto Alegre, Brasil                | Brasil     | 0–2 | Argentina        | Amistoso                          |
| 32. | 8 de marzo de 1970      | Estadio Maracaná, Río de Janeiro, Brasil               | Brasil     | 2–1 | Argentina        | Amistoso                          |
| 33. | 8 de abril de 1970      | Estadio Monumental, Buenos Aires, Argentina            | Argentina  | 2–1 | Uruguay          | Amistoso                          |
| 34. | 15 de abril de 1970     | Estadio Centenario, Montevideo, Uruguay                | Uruguay    | 2–1 | Argentina        | Amistoso                          |
| 35. | 22 de octubre de 1970   | Estadio Defensores del Chaco, Asunción, Paraguay       | Paraguay   | 1–1 | Argentina        | Amistoso                          |
| 36. | 8 de junio de 1971      | Estadio La Bombonera, Buenos Aires, Argentina          | Argentina  | 3–4 | Francia          | Amistoso                          |
| 37. | 12 de junio de 1971     | Estadio Municipal, Mar del Plata, Argentina            | Argentina  | 2–0 | Francia          | Amistoso                          |
| 38. | 11 de julio de 1971     | ?, Buenos Aires, Argentina                             | Argentina  | 1–0 | Paraguay         | Copa Rosa Chevallier Boutell 1971 |
| 39. | 18 de mayo de 1974      | Estadio Parque de los Príncipes, París, Francia        | Francia    | 0–1 | Argentina        | Amistoso                          |
| 40. | 22 de mayo de 1974      | Estadio de Wembley, Londres, Inglaterra                | Inglaterra | 2–2 | Argentina        | Amistoso                          |
| 41. | 26 de mayo de 1974      | Estadio Olímpico de Ámsterdam, Ámsterdam, Países Bajos | Holanda    | 4–1 | Argentina        | Amistoso                          |
| 42. | 15 de junio de 1974     | Neckarstadion, Stuttgart, Alemania                     | Argentina  | 2–3 | Polonia          | Copa Mundial 1974                 |
| 43. | 19 de junio de 1974     | Neckarstadion, Stuttgart, Alemania                     | Argentina  | 1–1 | Italia           | Copa Mundial 1974                 |
| 44. | 23 de junio de 1974     | Estadio Olímpico de Múnich, Múnich, Alemania           | Argentina  | 4–1 | Haití            | Copa Mundial 1974                 |
| 45. | 26 de junio de 1974     | Parkstadion, Gelsenkirchen, Alemania                   | Argentina  | 0–4 | Holanda          | Copa Mundial 1974                 |

## Clubes

### Como jugador
| Club        | País      | Año       |
| ----------- | --------- | --------- |
| Racing Club | Argentina | 1961-1971 |
| Cruzeiro    | Brasil    | 1971-1974 |
| River Plate | Argentina | 1975-1978 |

### Como entrenador
| Club                   | País      | Año       |
| ---------------------- | --------- | --------- |
| Sarmiento              | Argentina | 1981      |
| Sud América            | Uruguay   | 1982      |
| Racing Club            | Argentina | 1991      |
| Olimpia                | Paraguay  | 1992      |
| Independiente Santa Fe | Colombia  | 1993      |
| Gimnasia La Plata      | Argentina | 1993-1994 |

## Palmarés

### Campeonatos regionales
| Título             | Equipo   | Estado       | Año  |
| ------------------ | -------- | ------------ | ---- |
| Campeonato Mineiro | Cruzeiro | Minas Gerais | 1972 |
| Campeonato Mineiro | Cruzeiro | Minas Gerais | 1973 |
| Taça Minas Gerais  | Cruzeiro | Minas Gerais | 1973 |
| Campeonato Mineiro | Cruzeiro | Minas Gerais | 1974 |

### Campeonatos nacionales
| Título           | Equipo      | País      | Año    |
| ---------------- | ----------- | --------- | ------ |
| Primera División | Racing Club | Argentina | 1961   |
| Primera División | Racing Club | Argentina | 1966   |
| Primera División | River Plate | Argentina | M-1975 |
| Primera División | River Plate | Argentina | N-1975 |
| Primera División | River Plate | Argentina | M-1977 |

### Copas internacionales
| Título                                 | Equipo              | Sede       | Año  |
| -------------------------------------- | ------------------- | ---------- | ---- |
| Torneo Preolímpico Sudamericano Sub-23 | Selección Argentina | Perú       | 1964 |
| Copa Libertadores de América           | Racing Club         | Santiago   | 1967 |
| Copa Intercontinental                  | Racing Club         | Montevideo | 1967 |

### Como entrenador
| Título                    | Equipo        | País      | Año     |
| ------------------------- | ------------- | --------- | ------- |
| Torneo República          | Olimpia       | Paraguay  | 1992    |
| Copa Centenario de la AFA | Gimnasia (LP) | Argentina | 1993-94 |

### Distinciones individuales
| Distinción                                                                   | Año  |
| ---------------------------------------------------------------------------- | ---- |
| Diario La Nación - Integrante de los 25 héroes argentinos                    | 1998 |
| Premios Martín Fierro - Mejor Labor Periodística Deportiva                   | 2009 |
| Premios Clarín - Los mejores centrales de la historia del fútbol argentino   | 2013 |
| DXTV Web - Mejor primer marcador central de la historia del fútbol argentino | 2015 |
| Revista AFA - Parte del equipo ideal histórico de la Selección Argentina     | 2016 |

## Problemas de salud y fallecimiento
En 2008 fue operado en la Clínica Suizo Argentina del corazón de manera mínimamente invasiva por el pionero cardiólogo intervencionista Luis de la Fuente, mediante una angioplastia coronaria con colocación de stents.
En la madrugada del 10 de marzo de 2016, sufrió un aneurisma cerebral, cayó por las escaleras de un restaurante en Puerto Madero, Buenos Aires, y sufrió una grave fractura de cráneo. Ese mismo día se anunció su fallecimiento cerca de las 19:00 horas.